# Yves Branca
Pour les articles homonymes, voir Branca.
Yves Branca, né en 1947, est un journaliste et traducteur français . 

## Biographie
Diplômé de philosophie et de chinois à la Sorbonne, il fut professeur de philosophie et de lettres de 1968 à 1985. En France, mais aussi en Chine, où il exerça pendant trois ans. 
Maîtrisant aussi bien l'italien que le français, il a traduit des auteurs comme Manzoni (Les Fiancés, 1995), Nievo (Un ange de bonté, 2008) mais aussi et surtout Costanzo Preve, philosophe italien décédé en 2013, à qui il rendra hommage.
Spécialiste de Raymond Abellio — à qui il a consacré une étude à l'occasion de son centenaire —, Yves Branca collabore régulièrement à la revue Éléments et la revue Krisis.

## Œuvres

### Étude
- Sol Invictus. Pour le centenaire de Raymond Abellio, DVX, 2008 [lire en ligne].

### Éditeur scientifique
- Giuseppe Garibaldi, Clelia ou Le pouvoir des prêtres, trad. & préf. Yves Branca, Plombières-les-Bains, Éditions Ex Æquo, coll. Hors Temps, 301 p., 2010  (ISBN 978-2359621068)
- Costanzo Preve (trad. de l'italien par Yves Branca, préf. Michel Maffesoli), Éloge du communautarisme : Aristote - Hegel - Marx [« Elogio del comunitarismo »], Paris, Krisis, 2012, 267 p. (ISBN 978-2-916916-08-8, lire en ligne)

### Traductions
de l'italien,
- Alessandro Manzoni, Les Fiancés, préf. Giovanni Macchia, Paris, Gallimard, coll. Folio Classique, 864 p., 1995  (ISBN 978-2070386390)
- Ippolito Nievo, Un Ange de bonté, Genève, Éditions Zoé, coll. Les Classiques du monde, 2008, 360 p.  (ISBN 978-2881826061)
- Costanzo Preve (trad. de l'italien), La Quatrième Guerre mondiale [« La Quarta Guerra mondiale »], Paris, Astrée, 2013, 218 p. (ISBN 979-10-91815-05-5)
- Costanzo Preve, Une Nouvelle histoire alternative de la philosophie: Le chemin ontologico-social de la philosophie, Paris, Perspectives Libres, 690 p., Décembre 2017  (ISBN 979-10-90742-383).

du chinois,
- Meng Zi, Dialogues et Propos, Paris, Perspectives Libres, 2024.

### Contribution à un ouvrage collectif
- Pourquoi combattre ?, sous la dir. de Pierre-Yves Rougeyron[3], Éditions Perspectives Libres, Paris, Janvier 2019  (ISBN 979-10-90742-482).